# Limes Germanicus
El Limes Germanicus (expresión latina que significa frontera germana) fue una notable línea de fuertes fronterizos (limes) que unían las antiguas provincias romanas de Germania Superior y Recia, y separaba el Imperio romano de las tribus germánicas no sometidas, desde el año 83 al 260. En su momento álgido, el limes se extendía desde la desembocadura del Rin al mar del Norte hasta cerca de Ratisbona a orillas del Danubio. En fuentes españolas se conoce a veces como la marca germánica.
El Limes Germanicus estaba dividido en:
- El limes germano inferior (septentrional), que se extendía desde el Mar del Norte en Katwijk en los Países Bajos a lo largo del Rin.
- El limes germano superior (también llamado simplemente el limes, que empezaba en el Rin en Rheinbrohl (distrito de Neuwied) sobre la Cordillera del Taunus hasta el río Meno (al este de Hanau), luego a lo largo del Meno a Miltenberg, y desde Osterburken (distrito de Neckar-Odenwald) al sur hasta Lorch (distrito de Ostalb) en una línea recta casi perfecta de más de 70 km.
- El limes de Recia propiamente dicho, que se extendía al este desde Lorch a Eining (cerca de Kelheim) en el Danubio.

La longitud total era de 568 km. Incluía al menos 60 castillos y 900 torres de vigilancia.

## Historia

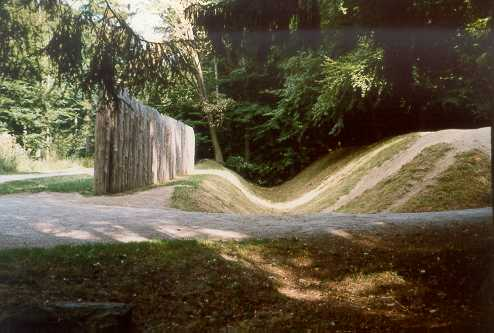
Limes reconstruido cerca de Saalburg, Alemania.

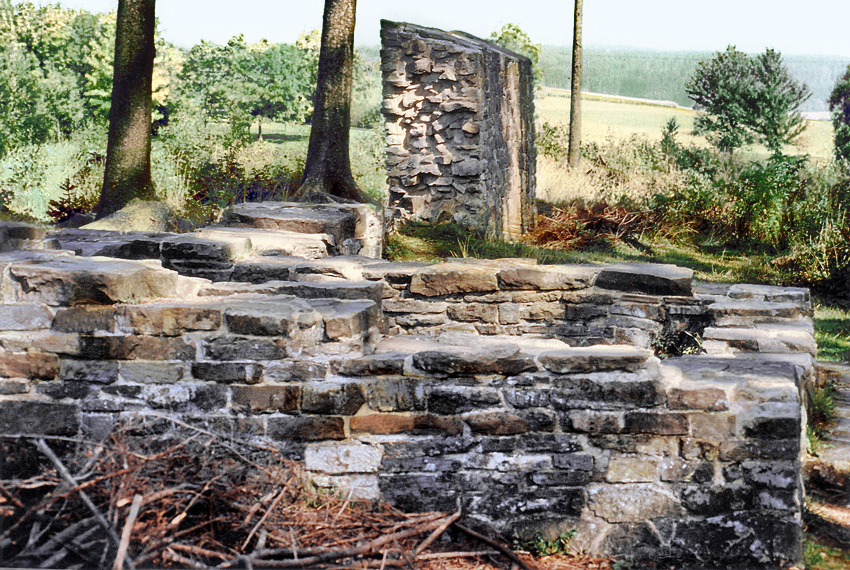
Muralla de piedra reconstruida en Baviera. En el primer plano la torre de piedra «WP 12/77».

Las defensas de la frontera romana han sido mejor conocidas a través de las excavaciones sistemáticas financiadas por Alemania y otras investigaciones relacionadas con ellas. En 2005, los restos del Limes de la Alta Germania-Recia se inscribieron en la lista de la Unesco de Lugares Patrimonio de la Humanidad como Fronteras del Imperio romano. El Saalburg es una fortificación reconstruida y museo del limes cerca de Fráncfort del Meno.

### Augusto
El primer emperador que empezó a construir fortificaciones a lo largo de la frontera fue Octavio Augusto, poco después de la devastadora derrota romana en la batalla del bosque de Teutoburgo en el año 9 d. C. Originalmente, hubo numerosos muros fronterizos, que luego fueron conectados para formar la frontera germana superior a lo largo del Rin y luego la frontera de Recia a lo largo del Danubio. Más tarde estos muros se unieron para formar una línea fronteriza común.

### Del 14 al 73
Desde la muerte de Augusto (14) hasta después del año 70, Roma aceptó como su frontera germana el límite acuático del Rin y el Danubio superior. Más allá de estos ríos solamente conservaba la fértil llanura de Fráncfort, al lado opuesto de la fortaleza limítrofe romana de Mogontiacum (Maguncia), las laderas más meridionales de la Selva Negra y unas pocas cabezas de puente dispersas. La sección septentrional de esta frontera, donde el Rin es hondo y ancho, siguió siendo el límite romano hasta que cayó el imperio. 
La parte meridional fue diferente. El Rin superior y el Danubio superior se cruzan fácilmente. La frontera que formaban era larga de un modo poco práctico, encerrando una cuña en ángulo agudo de territorio extraño entre la moderna Baden y Wurtemberg. Las poblaciones germanas de estas tierras parecen haber sido escasas en época romana, y los súbditos romanos de la moderna Alsacia-Lorena marchaban lentamente cruzando el río hacia el Este. Los motivos, a un tiempo de conveniencia geográfica y de las ventajas que podían ganarse reconociendo estos movimientos de súbditos romanos, se combinaron para urgir una política atrevida por parte de Roma, y cuando el vigoroso Vespasiano sucedió a Nerón, comenzaron una serie de avances que gradualmente cerraron el ángulo agudo, o al menos lo hicieron obtuso.

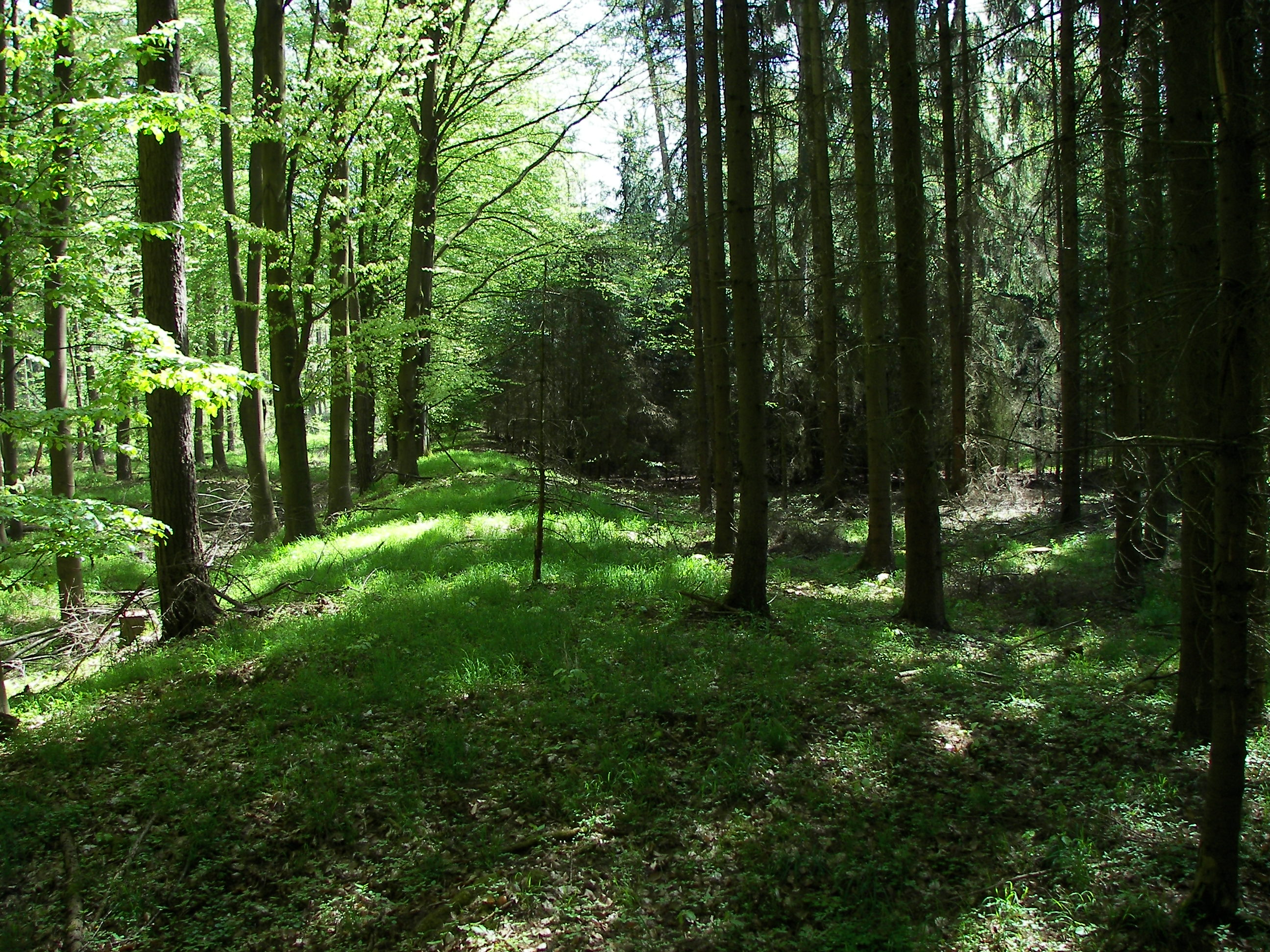
Restos del Limes.

### Dinastía flavia
El primer avance tuvo lugar alrededor del año 74, cuando lo que hoy es Baden fue invadido y en parte anexionado, y una calzada iba desde la base romana en el Alto Rin, Estrasburgo, al Danubio justo por encima de Ulm. El vértice del ángulo quedó roto.
El segundo avance lo hizo Domiciano alrededor del año 83. Extendió el territorio romano al este de Moguntiacum, encerrando todo el resultado dentro de una frontera sistemáticamente delimitada y defendida con numerosos fortines situados a lo largo del límite y grandes fuertes en la retaguardia. Entre los fortines había uno que con varias ampliaciones y refundaciones creció hasta ser el bien conocido fuerte de Saalburg sobre el Taunus cerca de Bad Homburg. Este avance necesitó un tercer movimiento, la construcción de una frontera que conectaba las anexiones de los años 74 y 83. Conocemos la línea de esta frontera que iba desde el Meno cruzando la altiplanicie de Odenwald a las aguas superiores del Neckar y fue defendida por una cadena de fuertes. Sin embargo, se desconoce su fecha, salvo que si no fue obra de Domiciano, fue llevada a cabo muy poco tiempo después de su muerte, y mientras tanto, toda esta frontera se reorganizaba, probablemente por Adriano, con una empalizada de madera continua que iba desde el Rin hasta el Danubio.

### Adriano y los Antoninos

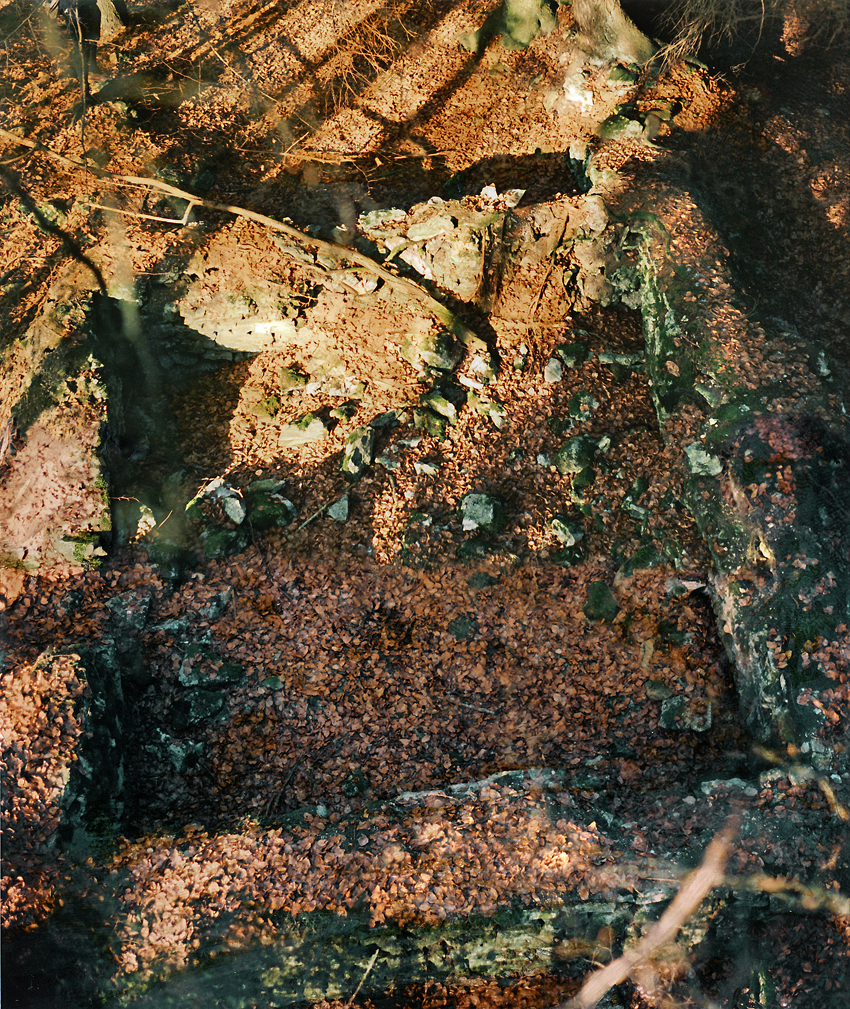
La torre «WP 14/55» en el muro fronterizo de Germania Superior y Recia.

El ángulo entre los ríos estaba ya prácticamente completado. Pero aún quedaba un mayor avance y más fortificaciones. Quizá Adriano o, más probablemente, su sucesor Antonino Pío siguieron más allá de Odenwald y el Danubio, y marcaron una nueva frontera aproximadamente paralalela, pero como avanzadilla de estas dos líneas, aunque algunas veces, como sobre el Taunus, coincide con la línea precedente. Esta es la frontera hoy visible y visitada por los curiosos. Consiste, como puede verse hoy, de dos distintas obras fronterizas: una, conocida como el Pfahlgraben, es un montículo de tierra con estacas en lo alto y una zanja en frente del montículo, que donde mejor se ve es cerca del Saalburgo pero que en el pasado se extendió desde el Rin hacia el sur en la Alemania meridional. El otro, que empezaba donde acaba la obra de tierra, es un muro, aunque no muy formidable, de tierra, el Teufelsmauer; corre más o menos hacia el Este y el Oeste de manera paralela al Danubio, que finalmente alcanza en Heinheim cerca de Ratisbona. La parte meridional del Pfahlgraben es marcadamente recta; durante cerca de 50 km apunta casi de manera exacta a la Polaris.
Esta frontera se mantuvo durante cerca de cien años, y sin duda durante ese largo período se debió hacer mucho trabajo, aunque las fechas exactas sean difíciles de fijar. Ni siquiera se sabe cuándo la frontera establecida por Pío se equipó con fortificaciones especiales. Pero se sabe que la presión de los bárbaros empezó a sentirse de manera seria en la segunda mitad del siglo II; después de largas luchas, prácticamente todo el distrito al Este del Rin y al Norte del Danubio se perdió, aparentemente un breve período, alrededor del 250.

### Imperio romano tardío

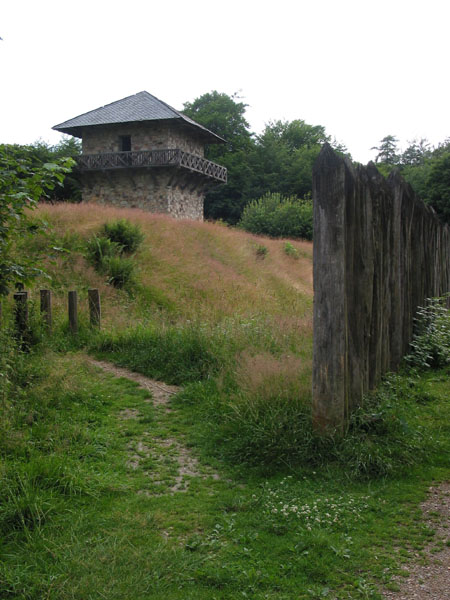
Torre del limes.

Las invasiones germánicas de finales del siglo III llevaron al abandono del llamado «limes recio superior» en favor de la línea de defensa romana a lo largo de los ríos Rin, Iller y Danubio con atalayas con contacto visual y castra muy fortificados en los pasos importantes (p.ej. Castrum Rauracense en lugar de la previa Augusta Raurica sin murallas, cerca de Basilea, y en la tierra interior de la frontera (p.ej. Vindonissa en lo que hoy es Suiza).

## Descripción y funcionalidad dellimes
El limes en sí es una construcción muy sencilla. Es similar a la fortificación que una tropa viajera de soldados romanos construiría cada tarde para proteger el campamento de ataques. En el exterior, los soldados cavan una zanja. La tierra de la zanja o foso se usa para construir un montículo. Sobre el montículo se clavan estacas. El limes tenía una zanja más honda y un montículo más alto. Las estacas eran también más altas y en varias partes del limes había un simple muro en lugar de estacas. 
Tras el sistema de muro/montículo se instalaba un sistema de control de torres, construidas en madera o piedra, cada una en contacto visual con la siguiente, y normalmente capaz también de hacer señales a los fuertes a varios kilómetros en retaguardia. 

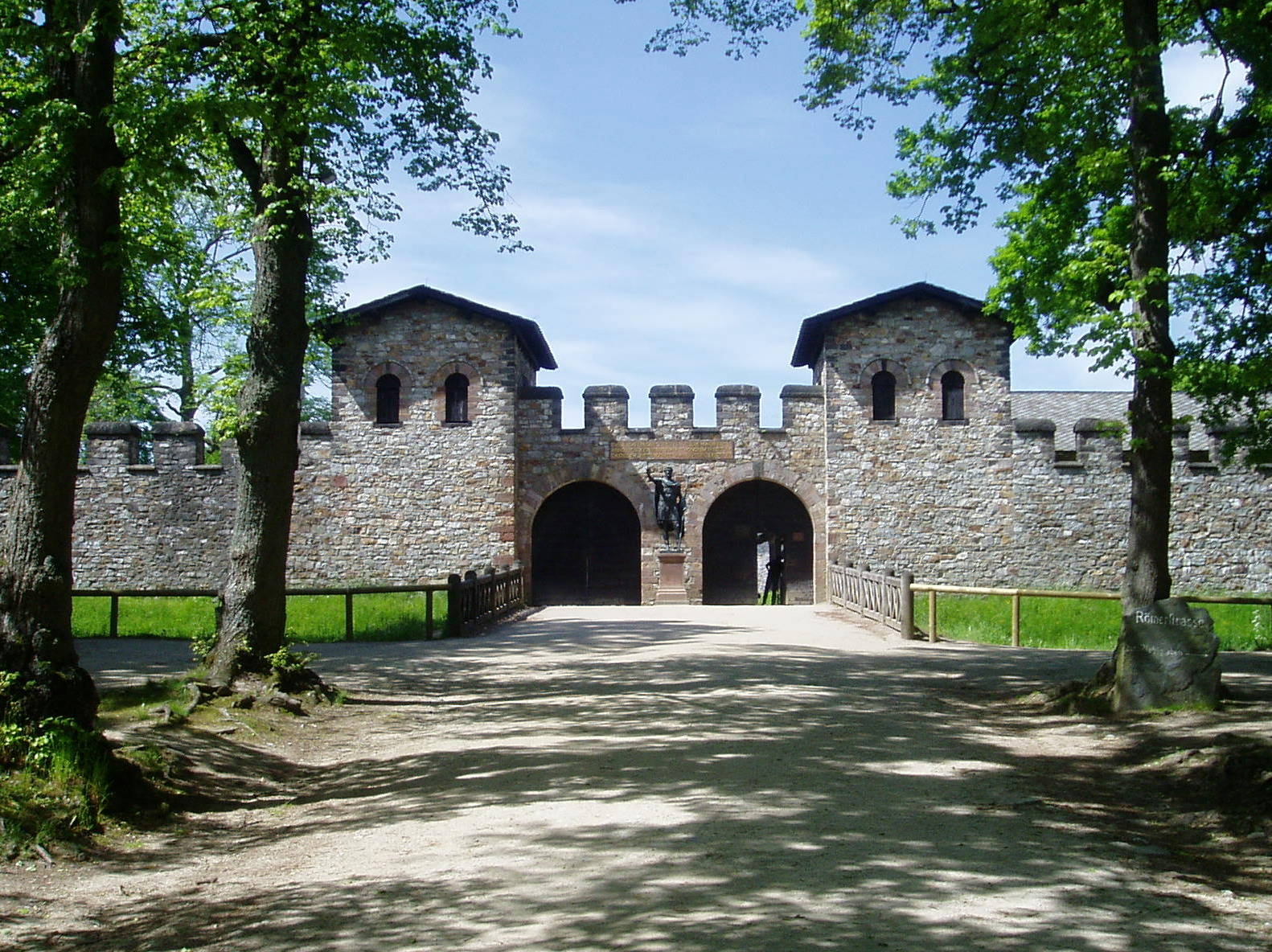
El Saalburg, reconstrucción de un fuerte romano.

El limes nunca pudo impedir a tribus germánicas enteras entrar en el territorio del Imperio romano. No era esa la intención de los constructores. Cerca de las torres de vigilancia, el limes estaba abierto al paso, especialmente para comerciantes o personas que iban a vivir o trabajar dentro del imperio. El propósito del limes era controlar el tráfico. Para cruzar el limes era necesario pasar las torres, y de esa manera las controlaba la guarnición, o subir o destruir el muro o las estacas. Sólo individuos o pequeños grupos podían superar los obstáculos pasando desapercibidos, y no podían llevarse ganado robado con ellos. Grupos más amplios serían descubiertos. Podrían destruir una o varias torres de vigilancia, pero esto también llamaría la atención de los romanos. Este conocimiento de todos los grupos que cruzaban la frontera era importante para el Imperio romano. Para un territorio tan grande como el suyo, había sorprendentemente pocos soldados. Casi todas las legiones tenían su base cerca de las fronteras. Cualquier grupo hostil que consiguiera cruzar esta zona de defensa podía viajar con libertad dentro del imperio sin resistencias significativas. El propósito del limes era claramente advertir el ataque, disuadir de ataques a pequeña escala y la habilidad de reaccionar mientras el enemigo estaba cerca de las legiones.

## Ciudades cerca del limes
Alemania

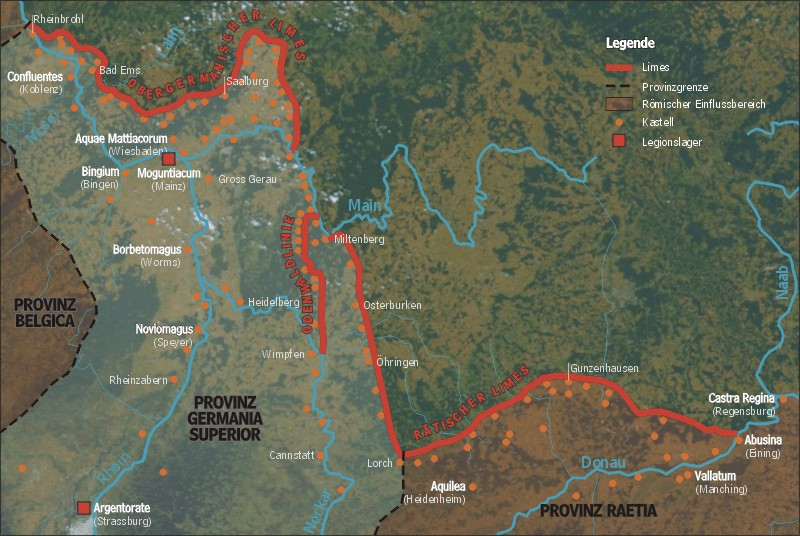
Mapa del Limes de la Alta Germania y Recia.

- Rheinbrohl - Bad Ems - Miltenberg - Lorch - Weißenburg - Eining

Limes germánico inferior
Alemania
- Xanten

Países Bajos
- Nimega
- Herwen-De Bijland
- Arnhem-Meinerswijk
- Maurik
- Vechten
- Utrecht
- Woerden
- Zwammerdam
- Alphen aan den Rijn
- Leiden-Roomburg
- Valkenburg
- Katwijk